# Pacchi
pacchi（ぱっち）は、青森県八戸市を拠点に活動している日本の女性アイドルグループである。館鼻岸壁朝市公認アイドル。館鼻岸壁朝市PR大使。キャッチコピーは「日本一朝早く会えるアイドル」。所属事務所はトゥインクル。

## 概要
同事務所のモデルアイドルユニットシンデレラマジックEASTの妹分として2019年に結成。グループ名の由来は八戸の「はち」。
「パッチ！パッチ！」とはじけるような街にしたいという願いがこめられている。キャッチフレーズは「日本一朝早く会えるアイドル」。毎週日曜日7:30からの館鼻岸壁朝市朝市会広場前でのミニライブを中心に活動している。
近年では「未発掘アイドルセレクト10」や「1日税務署長」に選出。全国から多数のメディアに取り上げられ、八戸市の顔として「食べ物」「文化」「歴史」を全国に発信している。

## 略歴
2019年
- 4月14日、ステージデビュー。シンデレラマジックEASTの妹分『シンデレラマジックEAST研修生』としてステージデビューを果たした[2]。

2020年
- 11月16日、「館鼻岸壁朝市公認アイドル」「館鼻岸壁朝市PR大使」に認定。活躍が認められて八戸市長のもとへ表敬訪問[3][4]。
- 12月22日、「2020年下半期アイドルセレクト10」に選出される。[5]

2021年
- 5月、はっちにてデビューライブを行う。
- 7月2日、「2021年上半期アイドルセレクト10」に選出される。[6]
- 8月、加賀琴美が研修生として加入。
- 12月17日、「2021年下半期アイドルセレクト10」に選出される。[7]
- 12月、宮下璃子が卒業。

2022年
- 3月、オーディションを行いメンバーの入れ替え。虹乃愛んな、梅津芽生、加賀琴美、水綺もか、津村桜花の5名で新生pacchi始動。ありさ、莉央が研修生として加入。山下藍未が卒業。
- 6月、津村桜花が卒業。
- 8月、pacchiの妹ユニット「pacchi＋」結成。
- 11月13日、ファーストアルバム『笑ってごらん』発売[8]。
- 12月23日、「2022年下半期アイドルセレクト10」に選出される[9]。

2023年
- 1月6日、八戸税務署の1日署長に委嘱される。e-Tax（国税電子申告・納税システム）のPRイベントに出席[10]。
- 12月、加賀琴美が卒業。
- 12月21日、「2023年下半期未発掘アイドルセレクト10」に選出される[11]。

2024年
- 4月、6月に開催されるクロちゃん主催の大型フェス「クロフェス2024 ～5周年だよ！全員集合！だしん！～」にて青森県代表として選出が発表[12]。
- 6月25日、「2024年上半期未発掘アイドルセレクト10」に選出される。同時に2026年に地元八戸市公会堂（1,542席）でワンマンライブ開催決定が発表される。八戸にちなんで888名動員を目標[13]。

2025年
- 3月20日、デーリー東北ホールで開催されたワンマンライブ「ぱちっと約束2025」にて2026年2月15日 SG GROUP ホールはちのへ（八戸市公会堂）でワンマンライブ開催することを発表した[14]。
- 7月27日、9月に開催されるクロちゃん主催の大型フェス「クロフェス2025 6年目！クロフェスと結婚するしん！」にて青森県代表として2年連続選出が発表[15]。

## メンバー
| 名前        | 名前 | よみがな      | 担当カラー   | 出身地     | 生年月日（現年齢）    | 身長  | 加入年月  | 備考     |
| ----------- | ---- | ------------- | ------------ | ---------- | --------------------- | ----- | --------- | -------- |
| 虹乃愛 んな |      | にじのあ んな | パープル     | 五所川原市 | 2003年7月7日（22歳）  | 160cm | 2020年4月 | リーダー |
| 梅津 芽生   |      | うめづ めう   | ピンク       | 八戸市     | 2006年10月3日（18歳） | 156cm | 2021年2月 |          |
| 水綺 もか   |      | みずき もか   | ライトブルー | 青森県     | 2007年9月11日（17歳） | 166cm | 2022年3月 |          |

### 元メンバー
未来、実咲、さき、仲嶋玲音、ゆりあ、宮下璃子、山下藍未、津村桜花、加賀琴美

## 作品

### オリジナル曲
- 「笑ってごらん」 - ラピアCMソング。

作詞:手塚奈緒美　作曲:say-ta　編曲:CAMICHAN
- 「希望トレイン」

作詞:say-ta　作曲:say-ta　編曲:CAMICHAN
- 「デストロイマイハート」

作詞:say-ta･金子智史　作曲:say-ta　編曲:j@pe
- 「still i love you」

作詞:say-ta･たにしみほ　作曲:say-ta　編曲:CAMICHAN
- 「笑ってごらん　英語バージョン」

作詞:手塚奈緒美　英詞訳:津村知香　作曲:say-ta　ピアノ:豊嶋裕子

## ライブ
- 館鼻岸壁朝市ミニライブ（2019年 - 、毎週日曜日7:30）
- ストリート投げ銭ライブinはっち『Live pacchi  Debut May512』（2021年5月12日、はっち）
- Bリーグ青森ワッツホーム開幕戦オープニングアトラクション（2021年10月10日、FLAT HACHINOHE）
- クリスマスファミリーパーティー（2021年12月24日、グランドサンピア八戸）
- 愛&pacchiレインボーライブ（2021年12月26日、デーリー東北新聞社）
- 投げ銭ライブinラピア（2022年3月21日、ラピア）
- 愛・pacchiスペシャルライブ（2022年5月3日、ラピア）
- ジャイアント食堂（2022年6月25日、八戸市美術館）
- J3ヴァンラーレ八戸公式戦ハーフタイム（2022年6月26日、プライフーズスタジアム）
- 夏の省エネチャレンジフェア（2022年7月17日、ラピア）
- 東北北海道地区JA女性組織リーダーおよびフレッシュミズリーダー合同研修会OPセレモニー（2022年8月23日、グランドサンピア八戸）
- Asia Pop Culture Festival（2022年8月27日、GARDEN新木場FACTORY）
- pacchi Mini Live（2022年9月18日 - 毎月1回開催、グランドサンピア八戸）
- はちのへホコテンヤグラ横丁ライブ（2022年9月25日、八戸市中心街ヤグラ横丁）
- 第8回ひらない秋まつり（2022年10月29日、平内町立体育館）
- ラピアのハロウィ～ン（2022年10月30日、ラピア）
- pacchiファーストアルバム『笑ってごらん』発売記念コンサート（2022年11月13日、グランドサンピア八戸）[16]
- クリスマスファミリーパーティー（2022年12月25日、グランドサンピア八戸）
- pacchiライブ「希望トレイン」（2023年1月8日、デーリー東北ホール）

## 出演

### 映画
- 味噌カレー牛乳ラーメンってめぇ〜の?（2022年4月15日、シネブリッジ）- エキストラ：宮下璃子、虹乃愛んな、山下藍未、梅津芽生
- マイ・ブロークン・マリコ（2022年9月30日、ハピネットファントム・スタジオ / KADOKAWA） - 女子高生役：宮下璃子、山下藍未、梅津芽生、カップル役：加賀琴美

### テレビ
- 海と日本プロジェクトin青森（2022年7月6日、青森テレビ）
- Cheeky's a GoGo!（2022年7月15日、BSよしもと）
- みちたん～ああ!すばらしきセカイ～（2022年8月16日、NHK仙台）
- わっち!!（2022年9月22日、青森テレビ）
- 1億3000万人のSHOWチャンネル（2022年11月26日、日本テレビ）
- 暦に集う（2023年1月8日、BS朝日）[17]

### CM
- ショッピングセンターラピア（2021年4月 - ）- CMソングとして「笑ってごらん」起用、pacchi所属前のありさが出演
- 青森県バス協会（2022年9月 - ）- 梅津芽生

### ラジオ
- ゆうがたGとーく♪（FMごしょがわら）- 虹乃愛んな（2021年9月14日、2022年10月18日）、水綺もか（2022年10月18日）
- ゆうらじ！Hachinohe（2021年10月18日 - 10月22日、BeFM）- 宮下璃子、山下藍未、梅津芽生、津村桜花、虹乃愛んなの順に日替わりでゲスト出演
- 地方創生プログラム ONE-J（TBSラジオ）- 虹乃愛んな（2023年2月5日）

### その他
- 八戸発あおもりPRマガジンUKIPAL コラム「pacchiの『笑ってごらん』」（2022年1月号 - ）